# گورنگا ورباوا
گورنگا ورباوا (به صربی: Gornja Vrbava) یک منطقهٔ مسکونی در صربستان است که در ناحیه موراویتسا واقع شده‌است. گورنگا ورباوا ۱۴۵ نفر جمعیت دارد.